# Општина Грачаница
Општина Грачаница је општина која се налази у систему Републике Косово. Површина јој је 131,25 2. Према званичним резултатима пописа из 2024. године, општина Грачаница има 18.486 становника (8.650 Срба и 8.623 Албанаца).

## Историја
Формирана је по Закону о административним границама општина Скупштине Републике Косово, од 20. фебруара 2008. године. Избори за локални парламент су одржани 15. новембра 2009. године. Ова општина је настала по међународно неусвојеном плану Мартија Ахтисарија за децентрализацију на Косову и Метохији и требало је да створи општину са српском етничком већином на подручју општина Липљан, Косово Поље и града Приштине. Влада Србије не признаје ову општину по важећем Закону о територијалној организацији Републике Србије од 27. децембра 2007. године.

## Насеља
Општина обухвата следећа насељена места и катастарске општине, из општине Косово Поље насеља: Батусе и Угљаре, из општине Липљан насеља: Добротин, Доња Гуштерица, Горња Гуштерица, Ливађе, Лепина, Радево, Скуланево и Суви До из града Приштине насеља Грачаница (као седиште општине), Бадовац, Лапље Село, Преоце, Сушица и део Чаглавице. Део насеља Чаглавица које улази у састав општине Грачанице обухвата насељени део насеља источно од магистралног пута Приштина–Липљан, до индустријске зоне која је на уласку у село од стране Приштине, а која је остала у саставу општине Приштина, насељу не припада насељени део поред пута којим се иде у албанско насеље Ајвалија и део западно од магистралног пута Приштина–Липљан. Постоји сумња међу локалним српским становништвом да је део Чаглавице који је остао у општини Приштина остао због разлога што у њему живи политичар Агим Чеку. По законима Републике Косово у општини постоји и насеље Кишница, која не постоји по законима Србије, већ је у саставу насеља Грачаница.

## Демографија
| Насеље          | 1948. | 1953.  | 1961.  | 1971.  | 1981.  | 1991.  | 2011.  |
| --------------- | ----- | ------ | ------ | ------ | ------ | ------ | ------ |
| Бадовац         | 116   | 186    | 671    | 280    | 302    | 413    | 15     |
| Батусе          | 373   | 409    | 419    | 458    | 489    | 542    | 278    |
| Горња Гуштерица | 391   | 451    | 479    | 495    | 537    | 604    | 393    |
| Грачаница       | 1087  | 1240   | 1891   | 3478   | 4537   | 4739   | 2686   |
| Добротин        | 858   | 931    | 958    | 902    | 1004   | 1111   | 623    |
| Доња Гуштерица  | 974   | 1097   | 1187   | 1158   | 1210   | 1269   | 723    |
| Кишница1        |       |        |        |        |        |        | 700    |
| Лапље Село      | 853   | 932    | 1043   | 1072   | 1209   | 1383   | 892    |
| Лепина          | 343   | 413    | 453    | 425    | 455    | 498    | 278    |
| Ливађе          | 777   | 863    | 914    | 704    | 626    | 618    | 244    |
| Преоце          | 428   | 471    | 520    | 585    | 661    | 755    | 509    |
| Радево          | 254   | 282    | 322    | 260    | 272    | 272    | 246    |
| Скуланово       | 462   | 525    | 515    | 440    | 425    | 361    | 194    |
| Суви До         | 725   | 679    | 626    | 589    | 638    | 641    | 470    |
| Сушица          | 575   | 643    | 757    | 718    | 746    | 863    | 515    |
| Угљаре          | 595   | 682    | 748    | 763    | 949    | 1107   | 1186   |
| Чаглавица2      | 669   | 741    | 789    | 866    | 1104   | 1205   | 723    |
| УКУПНО          | 9.480 | 10.545 | 12.292 | 13.193 | 15.164 | 16.381 | 10.675 |

Према резултатима пописа становништва 2011. године која је обавила Република Косово, а које су Срби делимично бојкотовали, у општини је пописано 10.675 становника, од тог броја Срба је било 7.209 (67,53%), Албанаца 2.474 (23,18%), Рома 745 (6,98%) и 247 осталих народности. Конфесионална структура на истом попису је била следећа: православаца је било 7.237, муслимана 3.190 и католика 42.
Међународна организација OSCE, на основу података општинских служби, процењује број становника општине на 21.534, при чему би удео Срба био око 85%.
По подацима Централне изборне комисије Републике Косово, у општини је регистровано на локалним изборима 2009. године 16.317 гласача, па би под условом да је бирачки списак ажуриран и уредно вођен у општини требало да живи нешто преко 20.000 становника.
1-1948-1991 подаци садржани у насељу Грачаница. 
2-1948-1991 обухвата и део насеља Чаглавица у општини Приштина.